# Trencséni kerület
A Trencséni kerület (szlovákul Trenčiansky kraj) közigazgatási egység Nyugat-Szlovákiában. Északnyugaton Csehország, délnyugaton a Nagyszombati kerület, délen a Nyitrai kerület, délkeleten a Besztercebányai kerület, északkeleten a Zsolnai kerület határolja.
Területe 4501 km², lakosainak száma 594 328 (2011), székhelye Trencsén (Trenčín). Lakosságának 0,1 százaléka, azaz 797 személy magyar nemzetiségű.
A terület északnyugati részét a Fehér-Kárpátok képezi a morva határig és a Kis-Kárpátokig, valamint a Vág völgye a Nyitra folyó völgyéig.

## Népessége
| Év:            | 1994.   | 2004.   | 2014.   | 2024.   |
| -------------- | ------- | ------- | ------- | ------- |
| Emberek száma: | 608 990 | 601 392 | 591 233 | 565 572 |
| Eltérés:       |         | -1,24 % | -1,68 % | -4,34 % |

| Év:            | 2023.   | 2024.   |
| -------------- | ------- | ------- |
| Emberek száma: | 568 102 | 565 572 |
| Eltérés:       |         | -0,44 % |

## Járások
A kerület a következő 9 járásból (okres) áll:
- Báni járás (Okres Bánovce nad Bebravou), székhelye Bán (Bánovce nad Bebravou)
- Illavai járás (Okres Ilava), székhelye Illava (Ilava)
- Miavai járás (Okres Myjava), székhelye Miava (Myjava)
- Privigyei járás (Okres Prievidza), székhelye Privigye (Prievidza)
- Puhói járás (Okres Púchov), székhelye Puhó (Púchov)
- Simonyi járás (Okres Partizánske), székhelye Simony (Partizánske)
- Trencséni járás (Okres Trenčín), székhelye Trencsén (Trenčín)
- Vágbesztercei járás (Okres Považská Bystrica), székhelye Vágbeszterce (Považská Bystrica)
- Vágújhelyi járás (Okres Nové Mesto nad Váhom), székhelye Vágújhely (Nové Mesto nad Váhom)